# Jack Adams (hockeista su ghiaccio)
John James Adams, detto Jack (14 giugno 1894 – Detroit, 1º maggio 1968), è stato un hockeista su ghiaccio e allenatore di hockey su ghiaccio canadese.

## Biografia
Nel corso della sua carriera ha giocato con Fort William Maple Leafs, Calumet Miners, Sarnia Sailors, Toronto Arenas (1917-1919), Vancouver Millionaires (1919-1922), Toronto St. Patricks (1922-1926) e Ottawa Senators (1926/27).
Da giocatore ha vinto la Stanley Cup nel 1918 e nel 1927.
È stato coach dei Detroit Red Wings dal 1927 al 1947, diventando l'allenatore più vincente della squadra fino al 2014, anno in cui è stato superato da Mike Babcock.
Nei Detroit Red Wings ha ricoperto anche il ruolo di general manager fino al 1962.
Nel 1959 è stato inserito nella Hockey Hall of Fame. Nel 1966 gli è stato assegnato il Lester Patrick Trophy.
È stato il primo presidente della Central Hockey League.
In suo onore è stato intitolato il Jack Adams Award, un premio della National Hockey League riservato agli allenatori.